# Kalusha Bwalya
Kalusha Bwalya (Mufulira, 16 de agosto de 1963) é um ex-futebolista zambiano.

## Carreira
O mais conhecido jogador do seu país, fez parte da Seleção da Zâmbia que, na Olimpíadas de Seul, na Coreia do Sul, surpreendeu a Itália de Stefano Tacconi, Andrea Carnevale e Roberto Baggio por 4 a 0. Embora os Chipolopolo (apelido da Seleção Zambiana) tenham sido eliminados pela Alemanha Ocidental pelo mesmo placar, ficaram na história como uma das maiores "zebras" da história do futebol. Bwalya acabaria eleito o melhor jogador africano daquele ano.
Após as Olimpíadas, foi contratado pelo PSV Eindhoven, clube neerlandês que acabara de ser campeão da Copa dos Campeões da UEFA naquele ano. A equipe contratara também outra estrela olímpica, o artilheiro da competição e vice-campeão, Romário. Bwalya ficaria seis anos no clube da Philips, ganhando em três deles a Eredivisie.
Em 1993, um terrível acidente aéreo matou toda a equipe e delegação em meio às Eliminatórias para a Copa do Mundo de 1994, em uma das maiores tragédias relacionadas ao futebol. Bwalya escapou do acidente por ser o astro da equipe e jogar no PSV: o clube fizera um acerto com a Associação de Futebol da Zâmbia para que o jogador viajasse direto dos Países Baixos para Dakar - os zambianos enfrentariam lá o Senegal, sofrendo o acidente após decolar de escala no Gabão.
Bwalya liderou a equipe, totalmente reformulada, durante o resto da disputa. A seleção provou ser um grande oponente, perdendo a classificação para o Marrocos por apenas um ponto. Ainda em 1994, foi jogar no futebol mexicano, onde encerrou a carreira em 2000.
Pela seleção de seu país, atuou em oitenta e sete jogos e marcou 39 gols.
Ainda em 2004, assumiria o cargo de técnico da Zâmbia, levando-a à Copa das Nações Africanas de 2006. Deixou os Chipolopolo em 2008, dando lugar a Hervé Renard. Neste ano, foi eleito presidente da Associação de Futebol da Zâmbia, exercendo o cargo por 8 anos.